# Delta Goodrem

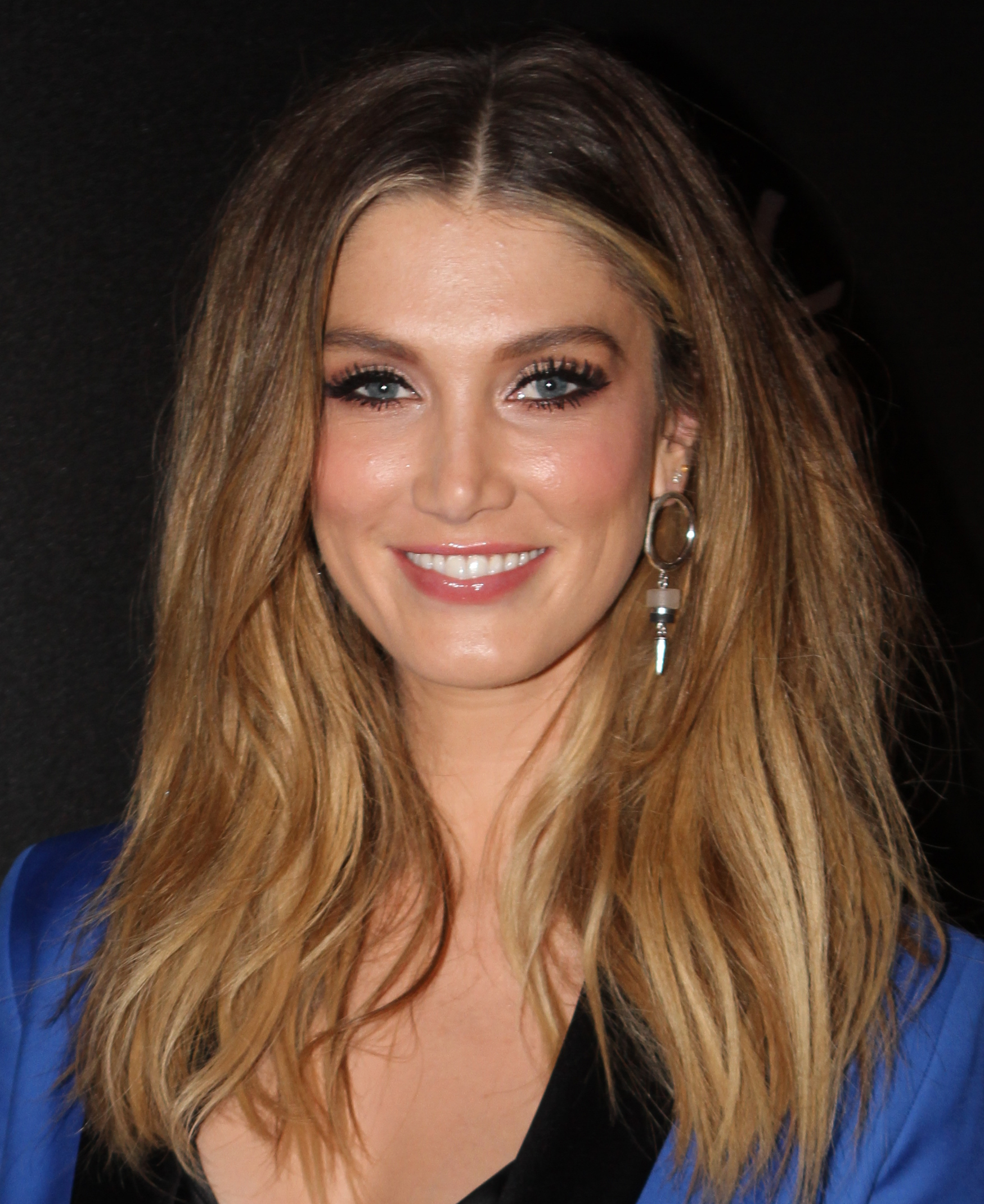
Delta Goodrem (2017)

Delta Lea Goodrem AM (* 9. November 1984 in Sydney) ist eine australische Singer-Songwriter, Pianistin und Schauspielerin. Ihr musikalischer Durchbruch gelang ihr 2003 mit Lost Without You. Als Schauspielerin wurde sie vor allem in der Rolle der Nina Tucker in der australischen Fernsehserie Nachbarn (Neighbours) bekannt.

## Musikkarriere

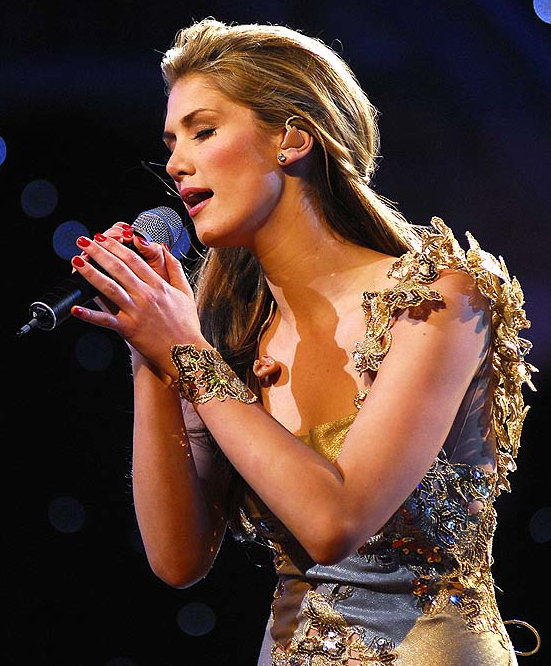
Delta Goodrem (2006)

Goodrem spielt seit ihrem achten Lebensjahr Piano.  Mit zwölf Jahren nahm sie ein Demo-Band auf, das sie an ihr Lieblings-Footballteam, die Sydney Swans, schickte. Goodrem hoffte, vor einem Spiel der Swans die australische Nationalhymne singen zu dürfen.
Das Demo-Band wurde an den Manager Glenn Wheatley, einen Sponsor der Swans, weitergeleitet. Dank Wheatley erhielt Goodrem, im Alter von 15 Jahren, einen Plattenvertrag bei Sony; ein Jahr später erschien ihre erste Single I Don’t Care. Das bereits fertige Album Delta erschien allerdings nie.
Am 11. November 2002 erschien Goodrems zweite Single Born to Try, welcher ihr erster Nummer-eins-Hit in Australien wurde und zugleich die erste Auskopplung aus ihrem Debütalbum Innocent Eyes ist. Die zweite Singleauskopplung Lost Without You wurde ein weltweiter Charterfolg und gelang ebenso wie den drei weiteren Singles eine Nummer-eins-Platzierung in ihrer Heimat Australien. Innocent Eyes war über 30 Wochen auf Platz eins der australischen Album-Charts und wurde 15-mal mit Platin ausgezeichnet.
Im November 2004 startete Goodrem mit der Single Out of the Blue und dem Album Mistaken Identity ihr Comeback. Beide, jeweils Single und Album, wurden wiederum die Nummer eins in den australischen Charts.
Im September 2007 veröffentlichte Goodrem ihre neue Single In This Life aus ihrem dritten Album Delta welches am 20. Oktober 2007 in Australien veröffentlicht wurde. Single und Album schafften es auf die Nummer eins in den australischen Charts. Ihre zweite Single Believe Again aus ihrem dritten Album schaffte es auf die Nummer zwei der Charts.
Sie ist seit der ersten Staffel im Jahr 2012 Jurymitglied und Coach in der australischen Gesangs-Castingshow The Voice, die auf Nine Network ausgestrahlt wird. Am 12. November 2020 brachte Goodrem ihr erstes Weihnachtsalbum Only Santa Knows heraus.

## Schauspielkarriere
Goodrem spielt neben ihrer Musikkarriere auch in einigen Film- und Fernsehproduktionen und steht auf der Bühne. Bereits in ihrer Kindheit und Jugend drehte sie einige Werbespots und hatte eine Gastrolle in der Fernsehserie Police Rescue. 
Ab 2002 übernahm sie in der australischen Fernsehserie Nachbarn (Neighbours) die Rolle der Nina Tucker. Durch diese Serie wurden auch Stars wie Kylie Minogue, Natalie Imbruglia oder Jason Donovan bekannt. 2015 war Goodrem in Cats erstmals in einem Musical zu sehen.
Im Mai 2018 feierte das zweiteilige Biopic Olivia Newton-John: Hopelessly Devoted to You mit Goodrem in der Hauptrolle als Olivia Newton-John im australischen Fernsehen Premiere. Parallel dazu erschien das Album I Honestly Love You, das Lieder aus dem Film enthält, darunter auch Let Me Be There und Love is a Gift im Duett mit Newton-John. Goodrem und Newton-John waren seit mehreren Jahren befreundet.
In der im September 2023 auf Netflix veröffentlichten romantischen Komödie Love Is in the Air von Adrian Power übernahm sie an der Seite von Joshua Sasse die weibliche Hauptrolle.

## Privatleben
Im Sommer 2003 wurde bekannt, dass Goodrem an Morbus Hodgkin, einer Art von Lymphknotenkrebs, erkrankt ist. Sie musste sich fortwährend einer Chemotherapie unterziehen. Im Frühjahr 2004 galt der Krebs als besiegt. 
Von 2004 bis 2011 war Goodrem mit dem irischen Sänger Brian McFadden liiert. Von Mitte 2011 bis Februar 2012 war sie in einer festen Paarbeziehung mit Nick Jonas.
Seit 2017 ist sie in einer Beziehung mit dem Musiker Matthew Copley.
2022 wurde sie für ihre Verdienste um den gemeinnützigen Sektor und die darstellenden Künste zum Member des Order of Australia ernannt.

## Diskografie
Studioalben

| Jahr | Titel Musiklabel                                   | Höchstplatzierung, Gesamtwochen, AuszeichnungChartplatzierungen (Jahr, Titel, Musiklabel, Platzierungen, Wochen, Auszeichnungen, Anmerkungen) | Höchstplatzierung, Gesamtwochen, AuszeichnungChartplatzierungen (Jahr, Titel, Musiklabel, Platzierungen, Wochen, Auszeichnungen, Anmerkungen) | Höchstplatzierung, Gesamtwochen, AuszeichnungChartplatzierungen (Jahr, Titel, Musiklabel, Platzierungen, Wochen, Auszeichnungen, Anmerkungen) | Höchstplatzierung, Gesamtwochen, AuszeichnungChartplatzierungen (Jahr, Titel, Musiklabel, Platzierungen, Wochen, Auszeichnungen, Anmerkungen) | Höchstplatzierung, Gesamtwochen, AuszeichnungChartplatzierungen (Jahr, Titel, Musiklabel, Platzierungen, Wochen, Auszeichnungen, Anmerkungen) | Höchstplatzierung, Gesamtwochen, AuszeichnungChartplatzierungen (Jahr, Titel, Musiklabel, Platzierungen, Wochen, Auszeichnungen, Anmerkungen) | Höchstplatzierung, Gesamtwochen, AuszeichnungChartplatzierungen (Jahr, Titel, Musiklabel, Platzierungen, Wochen, Auszeichnungen, Anmerkungen) | Anmerkungen                                                |
| Jahr | Titel Musiklabel                                   | DE | AT | CH | UK | US | AU | NZ | Anmerkungen                                                |
| ---- | -------------------------------------------------- | --- | --- | --- | --- | --- | --- | --- | ---------------------------------------------------------- |
| 2003 | Innocent Eyes Epic Records (Sony BMG)              | DE20 Gold · (17 Wo.)DE | AT27 (6 Wo.)AT | CH14 (15 Wo.)CH | UK2 ×3Dreifachplatin · (42 Wo.)UK | — | AU1 ×1515-fach-Platin · (65 Wo.)AU | NZ6 ×4Vierfachplatin · (44 Wo.)NZ | Erstveröffentlichung: 21. März 2003 Verkäufe: + 4.000.000  |
| 2004 | Mistaken Identity Epic Records (Sony BMG)          | DE59 (8 Wo.)DE | AT62 (3 Wo.)AT | CH50 (5 Wo.)CH | UK25 Gold · (13 Wo.)UK | — | AU1 ×5Fünffachplatin · (32 Wo.)AU | NZ7 Platin · (12 Wo.)NZ | Erstveröffentlichung: 5. November 2004 Verkäufe: + 465.000 |
| 2007 | Delta Sony Music (Sony BMG)                        | — | — | — | — | US116 (1 Wo.)US | AU1 ×3Dreifachplatin · (22 Wo.)AU | NZ12 (9 Wo.)NZ | Erstveröffentlichung: 20. Oktober 2007 Verkäufe: + 210.000 |
| 2012 | Child of the Universe Sony Music (Sony)            | — | — | — | — | — | AU2 Gold · (10 Wo.)AU | NZ18 (3 Wo.)NZ | Erstveröffentlichung: 26. Oktober 2012 Verkäufe: + 35.000  |
| 2016 | Wings of the Wild The House of Oz (Sony)           | — | — | — | — | — | AU1 Gold · (21 Wo.)AU | NZ8 (6 Wo.)NZ | Erstveröffentlichung: 1. Juli 2016 Verkäufe: + 35.000      |
| 2021 | Bridge over Troubled Dreams The House of Oz (Sony) | — | — | — | — | — | AU1 (6 Wo.)AU | — | Erstveröffentlichung: 14. Mai 2021                         |